# Edward Shearmur
Edward Shearmur (Londra, 28 febbraio 1966) è un compositore britannico.

## Biografia
All'età di sette anni canta nel coro della Cattedrale di Westminster, studia al Eton College e in seguito al Royal College of Music. Inizia la sua carriera come assistente di Michael Kamen nei film 007 - Vendetta privata, Trappola di cristallo ed Arma letale.
Il primo film per cui ha curato interamente le musiche è Il giardino di cemento del 1993. In seguito ha composto le musiche per film come Martha da legare, Cruel Intentions, Charlie's Angels, K-PAX, Il regno del fuoco e molti altri.
Grande appassionato di musica rock, ha inoltre collaborato come tastierista e arrangiatore per artisti come Eric Clapton, Annie Lennox, Pink Floyd, Marianne Faithfull, Bryan Adams, Echo & the Bunnymen, The Beloved, Jimmy Page e Robert Plant.

## Filmografia

### Cinema
- Il giardino di cemento (The Cement Garden), regia di Andrew Birkin (1993)
- Il cavaliere del male (Tales from the Crypt: Demon Knight), regia di Ernest Dickerson (1995)
- The Leading Man, regia di John Duigan (1996)
- Le ali dell'amore (The Wings of the Dove), regia di Iain Softley (1997)
- Le ragazze della notte (Girls' Night), regia di Nick Hurran (1998)
- Species II, regia di Peter Medak (1998)
- Martha da legare (Martha, Meet Frank, Daniel and Laurence), regia di Nick Hamm (1998)
- La governante (The Governess), regia di Sandra Goldbacher (1998)
- Cruel Intentions - Prima regola non innamorarsi (Cruel Intentions), regia di Roger Kumble (1999)
- Jakob il bugiardo (Jakob the Liar), regia di Peter Kassovitz (1999)
- Da ladro a poliziotto (Blue Streak), regia di Les Mayfield (1999)
- Le cose che so di lei (Things You Can Tell Just by Looking at Her), regia di Rodrigo García (2000)
- Costi quel che costi (Whatever It Takes), regia di David Raynr (2000)
- Charlie's Angels, regia di McG (2000)
- Miss Detective (Miss Congeniality), regia di Donald Petrie (2000)
- K-PAX - Da un altro mondo (K-PAX), regia di Iain Softley (2001)
- Montecristo (The Count of Monte Cristo), regia di Kevin Reynolds (2002)
- La cosa più dolce... (The Sweetest Thing), regia di Roger Kumble (2002)
- Il regno del fuoco (Reign of Fire), regia di Rob Bowman (2002)
- Johnny English, regia di Peter Howitt (2003)
- Charlie's Angels - Più che mai (Charlie's Angels: Full Throttle), regia di McG (2003)
- Appuntamento da sogno! (Win a Date with Tad Hamilton!), regia di Robert Luketic (2004)
- Laws of Attraction - Matrimonio in appello (Laws of attraction), regia di Peter Howitt (2004)
- Wimbledon, regia di Richard Loncraine (2004)
- Sky Captain and the World of Tomorrow, regia di Kerry Conran (2004)
- 9 vite da donna (Nine Lives), regia di Rodrigo García (2005)
- Bad News Bears - Che botte se incontri gli Orsi (Bad News Bears), regia di Richard Linklater (2005)
- The Skeleton Key, regia di Iain Softley (2005)
- Derailed - Attrazione letale (Derailed), regia di Mikael Håfström (2005)
- Factory Girl, regia di George Hickenlooper (2006)
- Epic Movie, regia di Jason Friedberg e Aaron Seltzer (2007)
- Dedication, regia di Justin Theroux (2007)
- 88 minuti (88 Minutes), regia di Jon Avnet (2007)
- Ti presento Bill (Meet Bill), regia di Bernie Goldmann e Melisa Wallack (2007)
- L'altra donna del re (The Other Boleyn Girl), regia di Justin Chadwick (2008)
- In viaggio per il college (College Road Trip), regia di Roger Kumble (2008)
- Sfida senza regole (Righteous Kill), regia di Jon Avnet (2008)
- Passengers - Mistero ad alta quota (Passengers), regia di Rodrigo García (2008)
- Bride Wars - La mia migliore nemica (Bride Wars), regia di Gary Winick (2009)
- Mother and Child, regia di Rodrigo García (2009)
- Puzzole alla riscossa (Furry Vengeance), regia di Roger Kumble (2010)
- Diario di una schiappa 2 - La legge dei più grandi (Diary of a Wimpy Kid: Rodrick Rules), regia di David Bowers (2011)
- Abduction - Riprenditi la tua vita (Abduction), regia di John Singleton (2011)
- Provetta d'amore (The Babymakers), regia di Jay Chandrasekhar (2012)
- Diario di una schiappa - Vita da cani (Diary of a Wimpy Kid: Dog Days), regia di David Bowers (2012)
- Before I Go to Sleep, regia di Rowan Joffé (2014)
- Tutto può accadere a Broadway (She's Funny That Way), regia di Peter Bogdanovich (2014)
- Curve - Insidia mortale (Curve), regia di Iain Softley (2015)
- Elvis & Nixon, regia di Liza Johnson (2016)
- Diario di una schiappa - Portatemi a casa! (Diary of a Wimpy Kid: The Long Haul), regia di David Bowers (2017)
- Falling Inn Love - Ristrutturazione con amore (Falling Inn Love), regia di Roger Kumble (2019)
- Quattro buone giornate (Four Good Days), regia di Rodrigo García (2020)
- Di là dal fiume e tra gli alberi (Across the River and into the Trees), regia di Paula Ortiz (2022)

### Televisione
- The Hunchback, regia di Peter Medak - film TV (1997)
- Masters of Horror - serie TV (2005-2006)
- The Starter Wife, regia di Jon Avnet - serie TV (2007-2008)
- Devious Maids - Panni sporchi a Beverly Hills (Devious Maids) - serie TV (2013-2016)
- Escape at Dannemora, regia di Ben Stiller - miniserie TV (2018)